# Carlo Frassinelli
Carlo Frassinelli (Alessandria d'Egitto, 10 dicembre 1896 – Torino, 17 novembre 1983) è stato un editore e antifascista italiano, fondatore dell'eponima casa editrice.

## Biografia
Nato da Vittoria Frassinelli, non conobbe mai il padre e, all'età di 13 anni, lasciò la scuola per iniziare un apprendistato in litografia. Lavorò nella tipografia L'Impronta di Terenzio Grandi, dove apprese nuove tendenze di stampa ispirate al Bauhaus.
Fu vicino al movimento futurista e, nel 1924, avviò un'attività tipografica in proprio che, nel 1932, divenne la casa editrice Frassinelli.